# Sveriges privattandläkarförening
Sveriges Privattandläkarförening (Privattandläkarna) är en medlemsägd, medlemsstyrd branschorganisation för privata tandvårdsföretag i Sverige. Privattandläkarna har drygt  1 300 medlemsföretag med knappt 2 800 kliniskt verksamma tandläkare (cirka 75 procent av branschen). Därtill har organisationen ett nätverk för tandläkarstudenter. Verksamheten bedrivs i 22 lokalavdelningar utspridda över landet. Centralt bedrivs verksamheten av Sveriges Privattandläkarförening och dess servicebolag Svensk Privattandvård AB. 
Privattandläkarna arbetar huvudsakligen med politisk påverkan och medverkar regelbundet i arbetsgrupper, projekt och som referens i frågor som rör branschen. 
Frågor som Privattandläkarna aktivt driver är:   
– Fri prissättning
– Fri etablering
– Ett högkostnadsskydd för tandvård
– Konkurrens på lika villkor
– Vårdgivarnas villkor
– Patientens fria val av tandläkare 